# Herren uti sin högsta tron
Herren uti sin högsta tron (tyska: Der Herr sprach in seinem höchsten) är en tysk psalm av Burkhard Waldis och bygger på psaltaren 110. Psalmen översattes till svensk och fick titeln Herren uti sin högsta tron.

## Publicerad i
- 1572 års psalmbok under rubriken "Någhra Davidz Psalmer".[2]

- Göteborgspsalmboken under rubriken "Om Christi Upståndelse".[3]
- Den svenska psalmboken 1694 som nummer 101 under rubriken "Konung Davids Psalmer".
- 1695 års psalmbok som nummer 88 under rubriken "Konung Davids Psalmer".[1]